# Festival de Cine de Turín
El Festival de Cine de Turín o Torino Film Festival (TFF), es uno de los festivales de cine más importantes de Italia. Dedicado al cine independiente, se celebra cada mes de noviembre desde 1982. Es el segundo festival de cine más grande de Italia, después del Festival de Cine de Venecia. Fue fundado en 1982 por el crítico de cine y profesor Gianni Rondolino como Festival internazionale Cinema giovani o Festival de Cine Joven. Algunos directores del festival han sido Alberto Barbera, Stefano della Casa, Giulia de Agnolo, Roberto Turigliatto, Nanni Moretti y Gianni Amelio.

## Historia

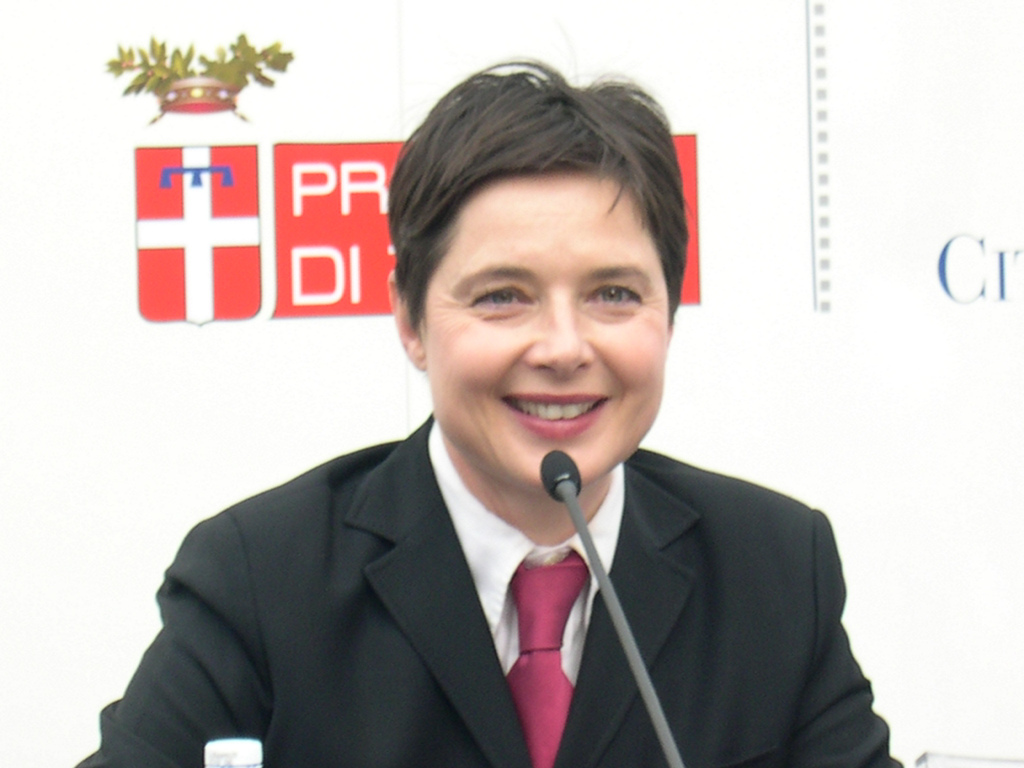
La actriz Isabella Rossellini, en el Festival de Cine de Turín en 2005.

Gianni Rondolino fundó el Festival internazionale Cinema giovani en 1982 en Turín, una ciudad que estaba inmersa en ese momento en una crisis importante. El festival, que atrajo a grandes nombres del cine italiano e internacional, ayudó a revitalizar la ciudad, tanto económica como culturalmente. En 1998, el nombre del certamen cambió a Torino Film Festival. En 2007, el director de cine Nanni Moretti fue designado director del festival, hecho que dio al festival renombre internacional.

## Películas premiadas
En cada edición el festival pulsaba al mejor largometraje. Los últimos ganadores han sido:
| Año  | Título                                                           | Director                          | País                  |
| ---- | ---------------------------------------------------------------- | --------------------------------- | --------------------- |
| 1998 | Il volo dell'ape (Parvaz-e zanbur)                               | Jamshed Usmonov y Min Biong Hun   | Tayikistán            |
| 1999 | Trono di morte (Marana Simhasanam)                               | Murali Nair                       | Reino Unido-India     |
| 2000 | George Washington                                                | David Gordon Green                | Estados Unidos        |
| 2001 | Mein Stern                                                       | Valeska Grisebach                 | Austria-Alemania      |
| 2002 | Satin rouge                                                      | Raja Amari                        | Francia-Túnez         |
| 2003 | La fin du règne animal                                           | Joël Brisse                       | Francia               |
| 2004 | Los muertos                                                      | Lisandro Alonso                   | Argentina             |
| 2005 | Ex aequo Di tomba in tomba (Odgrobadogroba) - Utsukushiki tennen | Jan Cvitkovic - Takushi Tsubokawa | Eslovenia - Japón     |
| 2006 | Honor de caballería                                              | Albert Serra                      | España                |
| 2007 | Garage                                                           | Leonard Abrahamson                | Irlanda               |
| 2008 | Tony Manero                                                      | Pablo Larraín                     | Chile/Brasil          |
| 2009 | La bocca del lupo                                                | Pietro Marcello                   | Italia                |
| 2010 | Winter's Bone                                                    | Debra Granik                      | Estados Unidos        |
| 2011 | Á Annan Veg                                                      | Hafsteinn Gunnar Sigurðsson       | Islandia              |
| 2012 | Shell                                                            | Scott Graham                      | Gran Bretaña          |
| 2013 | Club Sandwich                                                    | Fernando Eimbcke                  | México                |
| 2014 | Mange tes morts                                                  | Jean-Charles Hue                  | Francia               |
| 2015 | Keeper                                                           | Guillaume Senez                   | Bélgica-Suiza-Francia |
| 2016 | The Donor                                                        | Qiwu Zang                         | China                 |

## Directores
- 1982-1983: Gianni Rondolino y Ansano Giannarelli
- 1984-1988: Gianni Rondolino
- 1989-1998: Alberto Barbera
- 1999-2002: Stefano Della Casa
- 2003-2006: Roberto Turigliatto y Giulia De Agnolo Vallan
- 2007-2008: Nanni Moretti
- 2009-2012: Gianni Amelio
- 2013-: Paolo Virzì
- 2014-: Emanuela Martini